# 覆盆子酮
覆盆子酮（英語：Raspberry ketone）学名对羟苄基丙酮、对羟苯基丁-2-酮等，又称悬钩子酮或树莓酮，是一种最初从覆盆子中发现的芳香化合物，同时也是覆盆子香味主要成分。其本身可作为食用和日用香精使用，在农业上也是一种诱虫剂，此外也可作为药物和染料的合成原料。

## 生物分布
覆盆子酮存在于诸如覆盆子、蔓越莓、黑莓等浆果中。包括檀香石斛（Dendrobium anosmum）以及几种石豆兰属在内的兰科花朵也会释放覆盆子酮，并用于引诱对其敏感的寡毛实蝇族雄性果蝇。
覆盆子酮在植物体内由香豆酰辅酶A转化得到。其可从上述几种树莓果实中提取，收率约为1-4 mg/kg。

## 合成
由于树莓中覆盆子酮含量很低，因此工业上常用化学合成法制取。
其中一种方法是利用克莱森-施密特缩合和催化加氢得到。首先利用对羟基苯甲醛与丙酮在碱作用下缩合产生α,β-不饱和酮，随后加氢还原烯酮双键即可得到覆盆子酮，收率达到99%。该法加氢催化剂用到贵金属铑，但也有研究者证实采用相对便宜的硼化镍也有较高的烯酮双键加氢选择性。

## 用途
覆盆子酮在化妆品、香水以及食品添加剂中主要作为果香型香精使用。在农业上也是一种诱虫剂，此外也可作为药物和染料的合成原料。在食品工业中，覆盆子酮是最贵的几种天然呈味物质之一，天然获取的覆盆子酮价格可达20,000美元/kg。
尽管其早期被宣称具有减肥效果，但其机制未知且减肥效果至今存在争议。

## 安全性
人们对覆盆子酮膳食补充剂的长期安全性知之甚少，目前也仅仅进行了少许相关人体研究。毒理学模型表明覆盆子酮可能具潜在的心脏毒性，以及对人体生殖和发育产生影响。此外制造商在这类膳食补充剂中常添加咖啡因等其他成分，可能对健康产生不利影响。
1965年，美国FDA将覆盆子酮列为公认安全(GRAS) 物质，并批准在食品中少量添加用于调味。